# Zerstörergeschwader 52
Zerstörergeschwader 52 (dobesedno slovensko: Uničevalni polk 52; kratica ZG 52) je bil težko-lovski letalski polk (Geschwader) v sestavi nemške Luftwaffe med drugo svetovno vojno.

## Organizacija
- štab
- I. skupina
- II. skupina
- III. skupina

## Vodstvo polka
Poveljniki polka (Geschwaderkommodore)
- Hauptmann Karl-Heinz Lessmann: 1. maj 1939